# 李自良
李 自良（り じりょう、733年 - 795年）は、唐代の軍人。河東節度使。本貫は兗州泗水県。

## 経歴
安禄山の乱のとき、自良は兗鄆節度使の能元皓に従い、戦功により右衛率に任じられた。後に袁傪に従って袁晁・陳荘の反乱を討った、功を重ねて殿中監に試用され、浙江東道節度使の薛兼訓に属した。薛兼訓が太原に移鎮すると、自良はこれに従って赴き、河東軍節度押衙に任じられた。薛兼訓が死去すると、鮑防が代わって河東節度留後となったが、自良はそのまま鮑防に仕えて牙将となった。
大暦13年（778年）、回鶻が太原に侵入してくると、鮑防は大将の焦伯瑜・杜栄国に命じて兵を率いてこれを迎撃させた。自良は「回鶻は遠くから戦いを求めてやってきたので、これと先陣を争ってはいけません。ただ帰路にふたつの塁を築き、兵でこれを守らせ、城壁を堅くして動かないでください。回鶻が戦いを求めても得られないようにすれば、軍は疲れて自ら帰ることになります。その帰るのを待って、これに乗じて追撃すれば、回鶻は必ず狼狽するでしょう。二塁がその帰路を阨するなら、これが上策です」と鮑防にいった。鮑防は自良の策に従わず、焦伯瑜らに迎撃を促して、百井で回鶻軍と遭遇した。焦伯瑜らは大敗して帰り、このため自良の名は知られるようになった。
大暦14年（779年）、馬燧が鮑防に代わって河東節度使となると、自良は代州刺史となり、御史大夫を兼ね、そのまま軍候となった。自良は謹んで勤務し計謀にすぐれたので、馬燧に深く信任された。建中2年（781年）、魏博節度使の田悦が反乱を起こすと、自良は馬燧の下で河東の大将として、田悦を破った。興元元年（784年）、李懐光が河中府で反乱を起こすと、自良は専ら河東軍都将として、戦功を挙げた。
貞元3年（787年）、自良は馬燧に従って長安に入朝した。徳宗は馬燧の兵権を奪い、自良を代わりに河東節度使にしようとした。自良は辞退を願い出て、右龍武大将軍に任じられた。しかし翌日、検校工部尚書・兼御史大夫・太原尹・北都留守・河東節度支度営田観察使に任じられた。貞元11年（795年）11年5月、軍中で死去した。享年は63。尚書左僕射の位を追贈された。

## 伝記資料
- 『旧唐書』巻146 列伝第96
- 『新唐書』巻159 列伝第84